# رود یاماکونی
رود یاماکونی (به ژاپنی: 山国川, Yamakuni-gawa)، یک رود در استان اوئیتا در ژاپن است. قسمت پایینی آن، در مرز استان فوکوئوکا در غرب جاری است.